# Stethojulis trilineata
Stethojulis trilineata är en fiskart som först beskrevs av Bloch och Schneider, 1801.  Stethojulis trilineata ingår i släktet Stethojulis och familjen läppfiskar. IUCN kategoriserar arten globalt som livskraftig. Inga underarter finns listade i Catalogue of Life.